# Marko Pogačnik (politik)
Marko Pogačnik, slovenski poslovnež in politik, * 30. januar 1972, Trbovlje.
Od leta 2011 je kot član Slovenske demokratske stranke poslanec v Državnem zboru Republike Slovenije.

## Življenjepis
Rodil se je 30. januarja 1972 v Trbovljah. V rodnem mestu je obiskoval tudi Naravoslovno–matematično šolo in maturiral leta 1991. Leta 1996 je diplomiral na Fakulteti za organizacijske vede Kranj, leta 2002 pa na isti fakulteti še magistriral na temo »Uporaba benchmarkinga kot managersko orodje v lesno predelovalni industriji«. Nekaj časa je deloval v Avstriji in Italiji, leta 2000 pa se je kot direktor maloprodaje zaposlil v podjetju Jelovica. Leta 2005 je postal direktor Slovenske odškodninske družbe, med letoma 2009 in 2011 pa je bil zaposlen na Pozavarovalnici Sava RE.
Govori angleško, nemško in srbohrvaško.

### Politika
Leta 2011 je bil na listi Slovenske demokratske stranke izvoljen za poslanca v Državnem zboru Republike Slovenije. Leta 2012 je bil imenovan za državnega sekretarja na ministru za finance. Ponovno je bil za poslanca izvoljen na volitvah leta 2014 in 2018. Na državnozborskih volitvah 2022 se za nov mandat poslanca ni več potegoval.